# Джеймс Брайънт Конант
Джеймс Брайънт Конант (на английски: James Bryant Conant) е американски химик, общественик и дипломат.

## Биография
Конант е роден на 26 март 1893 година в Бостън. През 1916 година защитава докторат по химия в Харвардския университет, след което служи в армията, работейки върху разработката на химически оръжия. След края на Първата световна война става преподавател в Харвардския университет. През 1933 година става президент на университета и остава на този пост в продължение на двадесет години, като играе важна роля за поредица реформи, насочени към модернизирането на училището.
По време на Втората световна война Джеймс Конант е член на Изследователския комитет на националната отбрана, а от 1941 година е негов председател, като участва активно в научноизследователските проекти от военния период, сред които е и проектът „Манхатън“.
През 1953 година Конант се оттегля от ръководството на Харвардския университет и става върховен комисар, а от 1955 година – първият посланик на Съединените щати в Западна Германия. Остава на този пост до 1957 година. През следващите години развива обществена дейност и публикува поредица критични анализи за състоянието на образователната система в Съединените щати.
Умира на 11 февруари 1978 година в Хановер, Ню Хампшър.
1. ↑  biography/James-B-Conant